# ویت‌آل
ویت‌آل (به انگلیسی: Wythall) یک روستا و محله مدنی در بریتانیا است که در Bromsgrove واقع شده‌است. ویت‌آل ۱۱٬۳۷۷ نفر جمعیت دارد.